# ستیمه
ستیمه (به ایتالیایی: Settime) یک کومونه در ایتالیا است که در استان آسته واقع شده‌است. ستیمه ۶٫۷ کیلومتر مربع مساحت و ۵۶۱ نفر جمعیت دارد.